# Bosbüll
Bosbüll (północnofryz. Bousbel, duń. Bosbøl) – gmina w Niemczech w kraju związkowym Szlezwik-Holsztyn, w powiecie Nordfriesland, wchodzi w skład Związku Gmin Südtondern.